# Yolanda Be Cool
Yolanda Be Cool este o formație australiană creată de Sylvester Martinez și Johnson Peterson. Aceștia au colaborat cu producătorul australian DCUP (pe numele său real Duncan MacLennan) pentru a lansa single-ul internațional "We No Speak Americano".
Melodia "We No Speak Americano" a ajuns pe primul loc în țări precum Germania, Irlanda, Marea Britanie, Danemarca, Olanda, Suedia și Belgia și a câștigat Top 5 în Australia, Spania și Norvegia. Este prezent, de asemenea, în topurile din Italia, Noua Zeelandă și din alte țări. Videoclip-ul melodiei a fost regizat de Andy Hylton la compania Lutimedia.
De asemenea, ei au colaborat cu DCUP pentru remixarea hit-ului "Afro Nuts" în 2009.

## Discografie

### Single
| An   | Nume                    | Poziție în top | Poziție în top | Poziție în top | Poziție în top | Poziție în top | Poziție în top | Poziție în top | Poziție în top | Poziție în top | Poziție în top | Poziție în top | Poziție în top | Poziție în top | Poziție în top | Poziție în top | Poziție în top | Poziție în top | Poziție în top | Poziție în top | Premii  |
| An   | Nume                    | ARG            | AUS            | BEL            | BRA            | CAN            | DEN            | ESP            | FIN            | GER            | AUT            | SUI            | IRL            | ITA            | NED            | NZL            | NOR            | SWE            | ROM            | UK             | Premii  |
| ---- | ----------------------- | -------------- | -------------- | -------------- | -------------- | -------------- | -------------- | -------------- | -------------- | -------------- | -------------- | -------------- | -------------- | -------------- | -------------- | -------------- | -------------- | -------------- | -------------- | -------------- | ------- |
| 2009 | "Afro Nuts"             | -              | -              | -              | –              | –              | -              | -              | -              | -              | -              | -              | -              | -              | -              | -              | -              | -              | -              | -              |         |
| 2009 | "Holy Cow"              | -              | -              | -              | –              | –              | -              | -              | -              | -              | -              | -              | -              | -              | -              | -              | -              | -              | -              | -              |         |
| 2010 | "We No Speak Americano" | 1              | 4              | 1              | 1              | 54             | 1              | 2              | 1              | 1              | 1              | 1              | 1              | 2              | 1              | 2              | 4              | 1              | 1              | 1              | Platină |